# Santiago Arias (calciatore 1995)
Santiago Daniel Arias Fierro, noto semplicemente come Santiago Arias (Montevideo, 19 giugno 1995), è un calciatore uruguaiano, centrocampista del Cienciano.

## Caratteristiche tecniche
È un mediano.

## Carriera
Cresciuto nel settore giovanile del Boston River, ha esordito in prima squadra il 19 agosto 2017 disputando l'incontro di Primera División Profesional vinto 3-0 contro il Plaza Colonia.